# The Jerky Boys
The Jerky Boys ist ein Comedyduo aus Queens, New York (USA), das durch seine Scherzanrufe und Sketche einige Popularität erlangte. Gegründet wurde The Jerky Boys 1989 von den beiden Freunden Johnny Brennan und Kamal Ahmed. Nach dem Ausstieg von Ahmed 2000 führte Brennan das Projekt zunächst alleine weiter. Nach „The Jerky Tapes“ 2001 machte The Jerky Boys eine längere Veröffentlichungspause. Seit 2006 treten Kamal Ahmed und Johnny Brennan wieder gemeinsam auf. Laut Labelangaben verkaufte The Jerky Boys in ihrer Karriere über acht Millionen Alben.

## Diskografie
| Jahr | Titel               | Höchstplatzierung, Gesamtwochen, AuszeichnungChartsChartplatzierungen (Jahr, Titel, Platzierungen, Wochen, Auszeichnungen, Anmerkungen) | Anmerkungen     |
| Jahr | Titel               | US | Anmerkungen     |
| ---- | ------------------- | --- | --------------- |
| 1993 | The Jerky Boys      | US75 Platin · (95 Wo.)US | Select Records  |
| 1994 | The Jerky Boys 2    | US12 Platin · (34 Wo.)US | Select Records  |
| 1996 | The Jerky Boys 3    | US18 Gold · (12 Wo.)US | Mercury Records |
| 1997 | The Jerky Boys 4    | US63 (8 Wo.)US | Mercury Records |
| 1999 | Stop Staring At Me! | US117 (4 Wo.)US | Mercury Records |

Weitere Alben
- The Jerky Tapes (Laugh.com, 2001)